# Avalanche (Pleasure Beach Resort)
Avalanche im Pleasure Beach Resort (Blackpool, Lancashire, UK) ist eine Stahlachterbahn vom Modell Bobsled des Herstellers Mack Rides, die am 22. Juni 1988 eröffnet wurde. Zurzeit (Stand Oktober 2023) ist sie die einzige Bob-Achterbahn im Vereinigten Königreich.
Die Strecke ist 454,2 m lang, für die die Züge ca. 1:22 Minuten benötigen.

## Züge
Avalanche besitzt drei Züge mit jeweils sieben Wagen. In jedem Wagen können zwei Personen hintereinander Platz nehmen.